# Abigail Adams
Abigail Adams (született: Smith; Weymouth, 1744. november 22. – Quincy, 1818. október 28.) John Adams amerikai elnök felesége és legfontosabb tanácsadója volt, illetve John Quincy Adams elnök anyja. Az Amerikai Egyesült Államok egyik alapítója,  illetve az ország első second ladyje és második first ladyje. Ő és Barbara Bush a két nő, akik házastársai és anyái is voltak amerikai elnöknek.
Weymouth-ban született William és Elizabeth Smith gyermekeként. Családja egyik rabszolgája volt nevelője, majd Abigail később fizette munkájáért felszabadítása után. Ennek következtében rabszolgaság-ellenes is volt. Sokat volt beteg gyerekként, így iskolába se járt, anyja tanította. 15 éves volt, mikor először találkozott John Adamsszel, apja támogatta házasságukat, míg anyjának nem tetszett, hogy lánya egy megyei jogászhoz menjen hozzá. 1764-ben házasodtak össze. Hat gyermekük született, akik közül csak hárman érték meg a felnőtt kort.
Adams élete a first ladyk közül az egyik legjobban dokumentált, hiszen sok levelet írt férjének, mikor az Philadelphiában tartózkodott a kontinentális kongresszus idején. John gyakran kikérte Abigail véleményét ügyeiről és leveleikben gyakran beszélgettek politikáról és kormányzásról. Levelei ezek mellett jól bemutatják az életet az amerikai függetlenségi háború idején. Elődjéhez képest sokkal aktívabb volt a politikai életben, olyannyira, hogy politikai ellenfelei a Mrs. President nevet adták neki. Miután férjét nem választották újra, 1800-ban Quincy-be költözött a család, élete hátralévő részét gyermekei és unokái nevelésével, néha politikai tanácsadással töltötte. 1818-ban hunyt el, hastífusz következtében.
A Sienai Főiskola által készített kutatások az 1980-as évek óta folyamatosan az ország történetének egyik leginkább tisztelt first ladyjének nevezték.